# Ray Pinney
Ray Pinney (29 de junho de 1954) é um ex-jogador profissional de futebol americano estadunidense.

## Carreira
Ray Pinney foi campeão da temporada de 1978 da National Football League jogando pelo Pittsburgh Steelers.